# Alfred Gosden
Pour les articles homonymes, voir Gosden.
Alfred George Gosden, né le 9 juillet 1873 à Londres (Angleterre), mort le 22 septembre 1941 à Los Angeles — Quartier d'Hollywood (Californie), est un directeur de la photographie anglais, généralement crédité Alfred Gosden (parfois Alfred G. Gosden ou A. G. Gosden).

## Biographie
Après un documentaire britannique en Kinémacolor comme cadreur, sorti en 1912, Alfred Gosden s'installe définitivement aux États-Unis.
Dans son pays d'adoption, il contribue comme chef opérateur à quarante-deux films muets américains, notamment au sein de la Triangle Film Corporation. Le premier est Don Quixote d'Edward Dillon (avec Fay Tincher et Chester Withey), sorti en 1915.
Suivent entre autres The Wharf Rat de Chester Withey (1916, avec Mae Marsh et Robert Harron), The Exquisite Thief de Tod Browning (1919, avec Priscilla Dean et Thurston Hall) et Le Souffle des dieux (The Breath of the Gods) de Rollin S. Sturgeon (1920, avec Arthur Edmund Carewe et Ethel Shannon).
Ses trois derniers films sortent en 1926, après quoi il se retire.

## Filmographie partielle
- 1915 : Don Quixote d'Edward Dillon
- 1916 : Sunshine Dad d'Edward Dillon
- 1916 : The Wharf Rat de Chester Withey
- 1917 : Princess Virtue de Robert Z. Leonard
- 1917 : Jim Bludso de Tod Browning et Wilfred Lucas
- 1917 : Time Locks and Diamonds de Walter Edwards
- 1918 : Violence (The Brazen Beauty) de Tod Browning
- 1918 : Pour le sauver (Face Value) de Robert Z. Leonard
- 1918 : Set Free de Tod Browning
- 1918 : Old Hartwell's Cub de Thomas N. Heffron
- 1919 : L'Insaisissable Beauté (The Exquisite Thief) de Tod Browning
- 1919 : Pretty Smooth de Rollin S. Sturgeon
- 1919 : Les Blés d'or (The Unpainted Woman) de Tod Browning
- 1919 : The Spitfire of Seville de George Siegmann
- 1919 : Fleur sans tache (The Wicked Darling) de Tod Browning
- 1920 : Burnt Wings de Christy Cabanne
- 1920 : Le Souffle des dieux (The Breath of the Gods) de Rollin S. Sturgeon
- 1920 : La La Lucille d'Eddie Lyons et Lee Moran
- 1921 : The Mad Marriage de Rollin S. Sturgeon
- 1924 : The Painted Lady de Chester Bennett
- 1925 : The Power God de Francis Ford et Ben F. Wilson
- 1925 : Warrior Gap d'Alan James
- 1926 : Fort Frayne de Ben F. Wilson
- 1926 : L'Appel de L'or (en) (The Call of the Klondike) d'Oscar Apfel
- 1926 : False Friends de Francis Ford

## Galerie photos

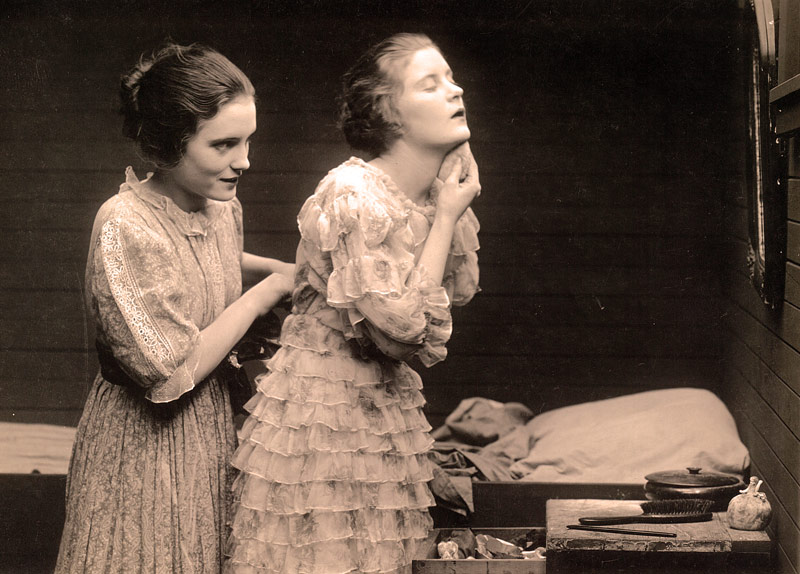
The Wharf Rat (1916) : Mae Marsh et Pauline Starke
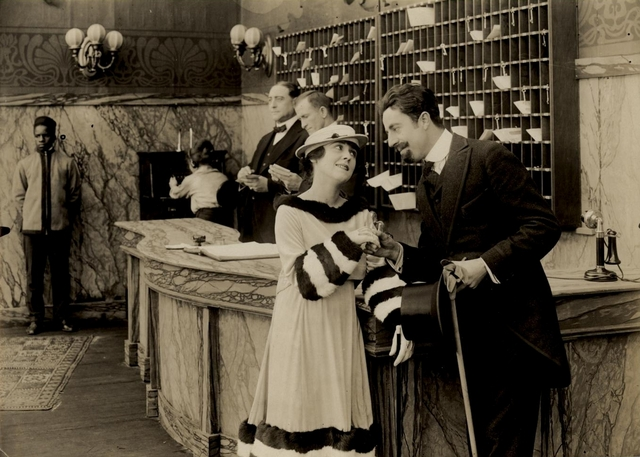
Sunshine Dad (1916) : Fay Tincher et Chester Withey
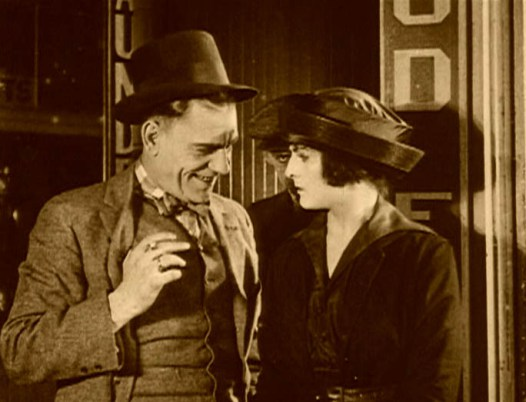
Fleur sans tache (The Wicked Darling) de Tod Browning (1919) : Lon Chaney et Priscilla Dean